# Вовчок (річка)
Вовчо́к — річка в Україні, в межах Хмельницького району Хмельницької області. Права притока Вовка (басейн Південного Бугу).

## Опис
Довжина 39 км. Площа водозбірного басейну 249 км². Похил річки 1,1 м/км. Долина у верхів'ї заболочена, завширшки 2 км. Річище помірно звивисте, завширшки 5 м у пониззі, завглибшки до 1 м. Використовується на технічне водопостачання. Річище зарегульоване ставками. Має 66 приток.
Має 66 приток. На території колишнього Ярмолинецького району Вовчок повниться водами семи лівих приток і трьох правих. Тече широкою долиною біля сіл Вихилівка, Пасічна і Михайлівка.
Східніше Пасічної долина Вовчка стає дуже заболоченою. Тут абсолютна висота рівня води в річці становить 293,2 м. Всі притоки Вовчка у цій місцевості беруть початок із джерел і течуть заболоченими долинами. Поблизу с. Видошня у заплаві річки добувався торф. Долина Вовчка між Корлівкою і Маниківцями має ширину 12 км. Тут розкинулись значні за площею болота, є три родовища торфу. У нижній течії абсолютні висоти рівня води у Вовчку становлять 280 м. Долина стає глибшою, береги крутішими. Оминувши с. Літки з південного сходу, річка виходить у широку і дуже заболочену долину річки Вовк і поповнює її води.
Форми рельєфу, які найпоширеніші в басейні Вовчка — балки зі спадистими, а місцями і крутими схилами, широкими днищами і міжбалочними вододілами, зазвичай, випуклої форми.
У басейні Вовчка є 37 ставків і канал завдовжки 12 км, тому тут спостерігається значна різноманітність іхтіофауни. Тут водяться верховодка, гірчак, йорж, білоглазка, краснопірка, лин, лящ, марена, окунь, підуст, пічкур, сом, судак, рибець, товстолобик, чехоня і щука. Серед земноводних найвищу щільність мають жаби ставкова, трав'яна, озерна і гостроморда, часницниця, квакша, ропухи сіра і зелена, рідше трапляєтся кумка червоночерева, тритони гребінчастий і звичайний.
Серед плазунів можна помітити у річці вужа водяного, черепаху болотяну, у долині річки — ящірок прудку і зелену, на полях і у лісах — вужа звичайного, гадюку звичайну, мідянку, веретільницю, ящірку живородну.
Досить багатою у басейні річки є орнітофауна — до 139 видів (крижень, очеретянка ставкова, очеретянка лучна, лиска, лебідь-шипун, ластівка берегова, курочка водяна, крячок річковий, кобилочка річкова, грицик великий, бугай, чайка, чапля сіра, чапля руда, серпокрилець і пастушок тощо).
Тут можна помітити ондатру, видру річкову, полівку водяну, білку звичайну, білозубку білочереву, бурозубку, вовка сірого, вовчка горішкового, вовчка лісового, горностая, зайця-русака, їжака звичайного, кота лісового, крота, козулю, куницю лісову, ласку, лисицю, лося, мишу польову, мишу маленьку, мишу лісову, нічниць водяну і ставкову, свиню дику, тхора чорного і хом'яка.

## Розташування
Бере початок з боліт у межах Подільської височини, біля села Антонівці. Тече на схід, у пониззі — на північний схід. Впадає до Вовка на захід від міста Деражні.

## Населені пункти
Над річкою розташовані такі села (від витоків до гирла): Антонівці, Вихилівка, Пасічна, Магнишівка, Видошня, Михайлівка, Микитинці, Королівка, Маниківці, Яськівці, Новосілка, Літки.